# カクトウ便
『カクトウ便』は、美しくも強いヒロインと本格的アクションの融合による路上活劇。各話の主演に小阪由佳、木口亜矢、次原かな、全3話のナビゲート役として甲斐麻美が出演。全てのアクションシーンの演出を、日本と香港を股にかけて活躍するアクション監督・谷垣健治が担当。その指導のもと、アクション俳優陣が危険な生身のアクションを展開、自転車やスケボーに乗った街中で繰り広げられるCGなしの追跡劇。

## シリーズ
1. Battle Run XX
2. VS 謎の恐怖集団人肉宴会
3. そして、世界の終わり

## スタッフ
- 製作：カクトウ便製作委員会
- 製作会社：キックファクトリー
- 配給：クレイ